# Hyundai Motor Manufacturing Czech
Hyundai Motor Manufacturing Czech s.r.o. (HMMC) je společnost se sídlem v Nižních Lhotách, která byla založena 7. července 2006 a působí v průmyslové zóně Nošovice na ploše o rozloze 200 hektarů. 100% vlastníkem firmy je jihokorejská společnost Hyundai Motor Company. Celkový objem investice činí 1,12 mld. EUR.
Jedná se o první výrobní závod Hyundai v Evropě. Další tři závody má Hyundai v Koreji a Číně, po dvou v Indii a po jednom v USA, Turecku, Rusku a v roce 2011 byla zahájena výstavba závodu v Brazílii.
Základní části výroby v HMMC tvoří lisovna, svařovna, lakovna a finální montáž. Od roku 2022 se v areálu HMMC také kompletují baterie do elektrifikovaných vozů.

## Vznik závodu
Vznik průmyslové zóny Nošovice a závodu společnosti Hyundai Motor Manufacturing Czech sahá do roku 2001, kdy záměr vzniku zóny odhlasovali zástupci Moravskoslezského kraje. V roce 2005 začala firma Hyundai hledat místo pro svou novou továrnu a vybírala také z dalších lokalit.  Kromě Nošovic to byla zóna v Mošnově a v Holešově. Korejský investor vybral Nošovice, jednak kvůli blízkosti rychlostní komunikace R48, železnice a partnerského závodu Kia v Žilině, ale také kvůli poloze na úpatí Beskyd. Nájemníkem rozhodujících zemědělských pozemků v těsné blízkosti CHKO Beskydy, na kterých se měla zóna rozkládat, bylo Zemědělské družstvo vlastníků Nošovice. Někteří z vlastníků zpočátku prodej svých pozemků odmítali, kraj se proto rozhodl vyplatit všem rodinám v Nošovicích a sousedních Nižních Lhotách 100 tisíc korun jako kompenzaci za ztížené životní podmínky v průběhu výstavby závodu. Předseda vlády Jiří Paroubek mluvil v té době také o přípravě zákona, který by pro účely výstavby zóny umožňoval vyvlastnění pozemků.   Po vyjednávání a nátlaku řady krajských i vládních politiků se však postupně většina vlastníků rozhodla své pozemky prodat. Poslední odolávající vlastníci své pozemky nakonec prodali až pod pohrůžkou smrti, když jim byly zaslány anonymní dopisy. Ekologický právní servis se společně s původními vlastníky pozemků zasazoval o to, aby Hyundai v Nošovicích továrnu nestavěl, ale poté, co pozemky byly vykoupeny, přistoupil na výzvu k jednání s Hyundai Motor Manufacturing Czech, Moravskoslezským krajem, CzechInvestem a Ministerstvem průmyslu a obchodu. V listopadu 2006 společně s dalšími sdruženími podepsali Deklaraci porozumění, která specifikovala závazky jednotlivých stran a měla vést ke kompenzaci negativních dopadů závodu automobilky Hyundai a také usnadnit přípravu a výstavbu závodu. Problémy při výstavbě továrny a nátlaku na jednotlivé vlastníky půdy zachycuje film Víta Klusáka Vše pro dobro světa a Nošovic (2010). Situací v obci po dostavbě automobilky se zabývá také projekt Nedá se svítit české výtvarnice Kateřiny Šedé.

## Popis

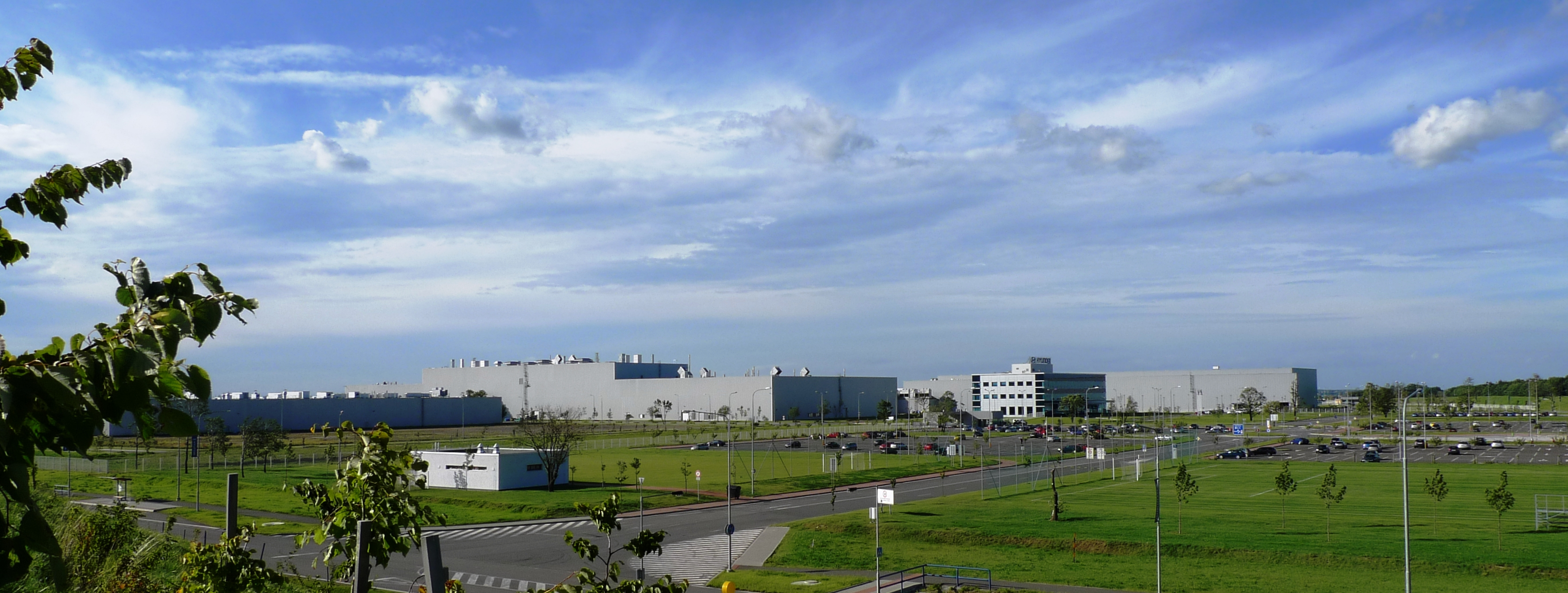
Továrna Hyundai v Nošovicích

Základní části výroby v Hyundai Motor Manufacturing Czech tvoří lisovna, svařovna, lakovna, montážní hala a hala na kompletaci baterii (Mobis). Hyundai tvrdí, že při výstavbě závodu kladl důraz na ohleduplnost vůči životnímu prostředí, když vzrostlé stromy v areálu nebyly vykáceny, ale přemístěny na místo, kde se o ně staral tým zahradníků, a po výstavbě byly přemístěny zpět do areálu. Zachráněno tak bylo přes 1100 stromů. Celá výstavba proběhla během 18 měsíců, první pilíř byl vztyčen v dubnu 2007. Během výstavby však docházelo k opakovanému porušování zákonů: továrnu stavěl načerno, za což mu byly uděleny pokuty. Proinvestováno zde bylo přes 1,12 mld. eur. Jedná se o historicky největší zahraniční investici v České republice.

## Výroba
V závodě se od spuštění sériové výroby v listopadu 2008 vyrábějí automobily Hyundai i30 následované verzí kombi Hyundai i30 cw. Model i30 byl vyvinut pro evropský trh v německém Rüsselsheimu. Do roku 2024 se v Nošovicích vyráběly převodovky, které Hyundai Motor Manufacturing Czech dodával i pro sesterský závod Kia v Žilině a HMMR v Rusku.
V současnosti se v závodě Hyundai Motor Manufacturing Czech vedle modelů i30 a i30 N vyrábí také Tucson a Kona EV.
Plánovaná výrobní kapacita při třísměnném provozu, který byl spuštěn 19.9.2011, je 300 000 aut ročně.
V květnu 2012 zaměstnávala společnost Hyundai Motor Manufacturing Czech 3 514 zaměstnanců, z nichž 96 % představovali občané České republiky.
Hyundai Kona Electric je první elektromobil sériově vyráběný v ČR (od března 2020).